# Filmografia de Guillermo del Toro
Com a realização de produções de grande porte e aclamação crítica no cinema estadunidense, o cineasta, produtor e roteirista mexicano Guillermo del Toro é um dos mais bem-sucedidos cineastas de sua geração e um dos mais aclamados cineastas mexicanos a fazer sucesso fora de seu país. Seu primeiro trabalho se deu como diretor e roteirista da série televisiva mexicana La hora marcada (1986-1989), enquanto sua estreia como diretor cinematográfico ocorreu através do curta-metragem de terror Doña Lupe (1985), seguido por Geometria (1987).
No início da década de 1990, Toro continuou investindo em produções independentes de terror e drama de fantasia como Cronos (1993) e Mimic (1997), este último estrelado por Mira Sorvino e Josh Brolin. Em 2001, Toro realizou seu primeiro filme de grande aclamação crítica e repercussão internacional, o terror histórico El espinazo del diablo. Nos anos seguintes, o cineasta alcançou as grandes bilheterias mundiais com produções de aclamação popular mesclando fantasia e ficção científica, como Blade II (2002) - sequência do bem-sucedido Blade (1998) estrelado por Wesley Snipes - e a fantasia Hellboy (2004), que rendeu ainda mais uma sequências formando uma bem-sucedida franquia de mídia. Anos depois, Toro voltou ao destaque do cinema mundial com o drama de fantasia Pan's Labyrinth (2006), estrelado por Ivana Baquero e que rendeu-lhe várias indicações ao Oscar (nas categorias Melhor Roteiro Original e Melhor Filme Estrangeiro) e ao Globo de Ouro (na categoria Melhor Filme em Língua Estrangeira).
Na década de 2010, Toro consolidou sua carreira como um dos principais diretores de cinema dos gêneros ficção e fantasia, realizando produções como o ficção científica Pacific Rim (2013), que reuniu um elenco de renomados atores como Charlie Hunnam e Idris Elba. Em 2012, Toro assumiu produção da franquia The Hobbit que serve de prequela à renomada trilogia The Lord of the Rings (dirigida por Peter Jackson). The Hobbit: An Unexpected Journey (2012) foi dirigido por Jackson e contou com Toro na produção executiva, feito repetido nas sequências The Hobbit: The Desolation of Smaug (2013) e The Hobbit: The Battle of the Five Armies (2014). Nos anos seguintes, Toro realizou filmes de teor mais dramático e obscuro como Crimson Peak (2013), o premiado The Shape of Water (2017) e o terror Scary Stories to Tell in the Dark (2019).

## Filmografia

### Cinema
| Ano  | Título original                           | Papel   | Papel      | Papel    | Ref.  |
| Ano  | Título original                           | Diretor | Roteirista | Produtor | Ref.  |
| ---- | ----------------------------------------- | ------- | ---------- | -------- | ----- |
| 1985 | Doña Lupe                                 | Sim     | Sim        | Sim      |       |
| 1987 | Geometría                                 | Sim     | Sim        | Sim      |       |
| 1993 | Cronos                                    | Sim     | Sim        |          |       |
| 1997 | Mimic                                     | Sim     | Sim        |          |       |
| 2001 | El espinazo del diablo                    | Sim     | Sim        | Sim      |       |
| 2002 | Blade II                                  | Sim     |            |          |       |
| 2004 | Hellboy                                   | Sim     | Sim        |          |       |
| 2006 | Pan's Labyrinth                           | Sim     | Sim        | Sim      |       |
| 2008 | Hellboy II: The Golden Army               | Sim     | Sim        |          |       |
| 2010 | Don't Be Afraid of the Dark               |         | Sim        | Sim      |       |
| 2012 | The Hobbit: An Unexpected Journey         |         | Sim        |          | [ 3 ] |
| 2013 | Pacific Rim                               | Sim     | Sim        | Sim      |       |
| 2013 | The Hobbit: The Desolation of Smaug       |         | Sim        |          | [ 3 ] |
| 2014 | The Hobbit: The Battle of the Five Armies |         | Sim        |          | [ 4 ] |
| 2015 | Crimson Peak                              | Sim     | Sim        | Sim      | [ 5 ] |
| 2017 | The Shape of Water                        | Sim     | Sim        | Sim      |       |
| 2019 | Scary Stories to Tell in the Dark         |         | Sim        | Sim      |       |
| 2020 | The Witches                               |         | Sim        | Sim      | [ 6 ] |
| 2021 | Pinocchio                                 | Sim     | Sim        | Sim      | [ 7 ] |
| 2021 | Nightmare Alley                           | Sim     | Sim        | Sim      | [ 8 ] |

### Televisão
| Ano       | Título original                             | Papel   | Papel      | Papel    | Papel   | Ref. |
| Ano       | Título original                             | Diretor | Roteirista | Produtor | Criador | Ref. |
| --------- | ------------------------------------------- | ------- | ---------- | -------- | ------- | ---- |
| 1986–1989 | La hora marcada                             | Sim     | Sim        |          |         |      |
| 2013      | The Simpsons                                | Sim     |            |          |         |      |
| 2014–2017 | The Strain                                  | Sim     | Sim        | Sim      | Sim     |      |
| 2016–2018 | Caçadores de Trolls                         | Sim     | Sim        | Sim      | Sim     |      |
| 2018–2019 | Os 3 Lá Embaixo                             | Sim     | Sim        | Sim      | Sim     |      |
| 2020      | Wizards                                     |         | Sim        | Sim      | Sim     |      |
| 2021      | Pacific Rim: The Black                      |         |            |          | Sim     |      |
| 2022      | Guillermo del Toro's Cabinet of Curiosities |         | Sim        | Sim      | Sim     |      |

## Jogos
| Year | Title                              | Director | Producer | Writer | Other | Notes                        |
| ---- | ---------------------------------- | -------- | -------- | ------ | ----- | ---------------------------- |
| N/A  | Sundown                            |          |          |        | Sim   | Co-desenvolvedor (cancelado) |
| 2008 | Hellboy: The Science of Evil       |          |          | Sim    | Sim   | Voice over director          |
| 2014 | P.T.                               | Sim      |          |        |       |                              |
| N/A  | Insane                             | Sim      | Sim      | Sim    |       | Cancelado                    |
| N/A  | Silent Hills                       | Sim      |          |        |       | Cancelado                    |
| 2019 | Death Stranding                    |          |          |        | Sim   | Likeness for Deadman         |
| 2020 | Trollhunters: Defenders of Arcadia |          | Sim      | Sim    |       |                              |